# Dijie
L'ère Dijie, ou Ti-tsie (69 - 66 av. J.-C.) (chinois simplifié : 地节 ; chinois traditionnel : 地節 ; pinyin : Dìjié ; litt. « temps de la terre ») est la deuxième ère chinoise de l'empereur Xuandi de la dynastie Han.

## Chronique

### 2eannée(68av. J.-C.)
- Mort du ministre Huo Guang mettant fin à la régence contrôlée de l'empereur Xuandi.

### 4eannée(66av. J.-C.)
- Le complot que menait les membres du clan Huo est découvert. Tout le clan Huo est exterminé à l'exception de l'impératrice Huo qui est déposée.

| Dijie                  | 1re année    | 2de année    | 3e année     | 4e année     |
| ---------------------- | ------------ | ------------ | ------------ | ------------ |
| Calendrier julien      | 69 av. J.-C. | 68 av. J.-C. | 67 av. J.-C. | 66 av. J.-C. |
| Calendrier sexagésimal | Renzi        | Guichou (de) | Jiayin (de)  | Yimao (de)   |